# Incisioni di Annibale Carracci
Elenco in ordine cronologico delle incisioni di Annibale Carracci.
L'elenco contiene le sole incisioni di Invenzione, cioè realizzate sulla base di un disegno originale creato dallo stesso Annibale Carracci. Al più giovane dei Carracci sono attribuite (non senza discordie critiche) anche alcune, poche, stampe di Traduzione (tutte collocabili negli anni d'esordio dell'artista), cioè derivanti da invenzioni pittoriche altrui ed in particolare da quadri di maestri bolognesi del suo tempo.
Alcune matrici originali incise da Annibale sono conservate presso l'Istituto nazionale per la grafica a Roma.

## Elenco delle incisioni
| Dipinto | Nome                               | Anno      | Tecnica             | Dimensioni     | Città                     | Galleria                         | Note |
| ------- | ---------------------------------- | --------- | ------------------- | -------------- | ------------------------- | -------------------------------- | --- |
|         | Crocifissione                      | 1581      | Bulino              | 49,2 × 34,7 cm | Vienna                    | Albertina                        | Parte della critica non accetta l'attribuzione ad Annibale di questa incisione |
|         | San Girolamo                       | 1583-1585 | Bulino              | 9,8 × 8,9 cm   | Londra                    | British Museum                   | |
|         | Madonna che allatta                | 1583-1587 | Acquaforte e bulino | 8,9 × 6,5 cm   | Londra                    | British Museum                   | |
|         | San Francesco                      | 1585      | Bulino              | 14,3 ×10 cm    | New York                  | Metropolitan Museum of Art       | Prima incisione di Annibale con data certa |
|         | Madonna della rondine              | 1587      | Acquaforte e bulino | 15,6 × 12,1 cm | New York                  | Metropolitan Museum of Art       | |
|         | Madonna della mela                 | 1589-1590 | Acquaforte e bulino | 15,1 × 11 cm   | Washington                | National Gallery of Art          | A dispetto della scritta in alto a sinistra che reca AGO.CA.I (Agostino Carracci Invenit) vi è sostanziale accordo critico sul fatto che l'incisore sia Annibale. La critica è invece divisa sulla spettanza dell'invenzione di questa stampa. Alcuni autori, facendo leva sull'iscrizione a sinistra, l'attribuiscono ad Agostino, altri, su basi stilistiche, ritengono che anche l'invenzione sia di Annibale (e che quindi la scritta a sinistra sia frutto di un errore o di una falsificazione dello stampatore) |
|         | Sacra Famiglia con san Giovannino  | 1590      | Acquaforte e bulino | 17 × 23,2 cm   | Washington                | National Gallery of Art          | |
|         | Susanna e i Vecchioni              | 1590-1595 | Acquaforte e bulino | 35,5 × 31 cm   | Washington                | National Gallery of Art          | |
|         | Madonna con il Bambino e un angelo | 1590-1595 | Acquaforte e bulino | 8,9 × 9 cm     | Cambridge (Massachusetts) | Harvard Art Museums              | |
|         | San Girolamo penitente             | 1591      | Acquaforte e bulino | 28,4 × 19,2 cm | Washington                | National Gallery of Art          | |
|         | Maddalena penitente                | 1591      | Acquaforte e bulino | 22,7 × 16,2 cm | Los Angeles               | Los Angeles County Museum of Art | |
|         | Giove e Antiope                    | 1592      | Acquaforte e bulino | 15,1 × 22,2 cm | Karlsruhe                 | Staatliche Kunsthalle Karlsruhe  | L'incisione è talora interpretata come Venere insidiata da un Satiro. È una delle stampe di Annibale che ha avuto maggiore influsso su artisti di generazioni successive: se trovano citazioni in opere di Van Dyck, di Hendrick Goltzius e di Rembrandt |
|         | Pietà di Caprarola                 | 1597      | Acquaforte e bulino | 12,5 × 16,2 cm | Washington                | National Gallery of Art          | Così denominata perché il nome di Caprarola compare a fianco alla firma di Annibale. Si ritiene che l'incisione sia stata intagliata nel borgo della Tuscia durante un soggiorno del Carracci nel locale Palazzo Farnese. |
|         | Sileno ebbro (Tazza Farnese)       | 1600 ca.  | Acquaforte          | 25,3 cm        | New York                  | Metropolitan Museum of Art       | L'incisione è tratta da una lastra d'argento (ora nel Museo di Capodimonte), intagliata da Annibale, che costitutiva il fondo di una sottocoppa realizzata per Odoardo Farnese, parte di un corredo di argenteria di lusso. Il manufatto era noto come Tazza Farnese (da non confondere, ovviamente, con la celebre ed omonima Tazza ellenistica, appartenuta agli stessi Farnese). |
|         | Adorazione dei Pastori             | 1604-1606 | Acquaforte e bulino | 13,2 × 11 cm   | Washington                | National Gallery of Art          | |
|         | Madonna della Scodella             | 1606      | Acquaforte e bulino | 12,2 × 16 cm   | Washington                | National Gallery of Art          | |
|         | Coronazione di Spine               | 1606      | Acquaforte          | 17,5 × 13 cm   | Washington                | National Gallery of Art          | |